# 파블로 다니엘 오스발도
파블로 다니엘 오스발도(이탈리아어: Pablo Daniel Osvaldo, 1986년 1월 12일, 아르헨티나 부에노스 아이레스 ~ )는 이탈리아의 전 축구 선수로, 현역 시절 포지션은 스트라이커였다. 아르헨티나에서 태어났으며 본인은 이탈리아 국적을 가지고 있다.

## 클럽 경력

### 초기 경력
오스발도는 2005년 아르헨티나 2부 리그에서 CA 우라칸소속으로 첫 선수무대 대뷔를 하였고 일 년이 지나기도 전에 아탈란타 BC와 계약을 맺어 세리에 B에서 세 경기에 출전해 나와 한 골을 기록하기도 하였다. 2006년에 아탈란타는 또다른 세리에 B팀 US 레체와 오스발도에 대한 공동소유 계약을 맺었다. 오스발도도 역시 이계약을 통해서 정기적으로 출전하기를 원했고 31 경기에 출전하여 8골을 득점하였다. 인상적인 활약을 보여준 오스발도를 아탈란타는 다시 소유권을 전부 사들였고 오스발도를 ACF 피오렌티나에게 46만 유로(약 66억원)에 이적시켰다. 오스발도는 AS 리보르노를 상대로 원정경기에서 세리에 A 첫 대뷔전을 치뤘고 두 골을 득점하여 3:0으로 승리를 이끌었다.
2008년에 팀 동료인 파파 와이고의 크로스를 헤딩으로 연결하여 유벤투스 FC에게 3:2 승리를 거두었다. 이날 넣은 골을 넣고 기관총을 쏘는 골 세레머니를 했는데 이것은 피오렌티나의 레전드인 가브리엘 바티스투타를 연상시키게 했다. 그 해 5월달에는 토리노 FC를 상대로 오버헤드킥을 성공시키기고 하였다. 세리에 A 08-09 시즌에는 AC 밀란보다 2점 앞서 UEFA 챔피언스 리그 출전권을 얻어냈다.
2009년 7월 20일에 오스발도는 200만 유로(약 30억)에 볼로냐 FC 1909로 임대를 가게된다. 시즌이 종료된후 볼로냐는 5백만 유로(약 70억)에 오스발도를 완전 영입한다. 2009년 8월 23일에 오스발도는 볼로냐와 4년 계약을 맺었으며 그 시즌의 첫골을 전 소속팀인 피오렌티나를 상대로 넣었다.

### RCD 에스파뇰
이후 반 시즌 RCD 에스파뇰에서 임대 후 좋은 활약을 보이면서 에스파뇰에서 그를 460만 유로에 영입한다.

### AS 로마
다음 시즌에서도 좋은 모습을 보인 그는 다시 이탈리아로 돌아와 AS 로마와 1500만 유로에 계약하게 된다. 로마에서도 뛰어난 모습을 보이면서 이탈리아 축구 국가대표팀에 뽑히는 명예도 누리나 당시 팀동료였던 에리크 라멜라와 갈등을 일으키면서 2년 후 잉글랜드의 사우샘프턴 FC으로 이적하게 된다.

### 사우샘프턴 FC
사우샘프턴 FC로 1510만 유로로 이적하였으나, 13경기 3골에 그치면서 임대 신분으로 돌아다니게 되었다.

#### 유벤투스 FC
2013-14 시즌 후반기에 유벤투스 FC로 임대된 오스발도는 리그에서 유일하게 넣은 골인 로마와의 원정 경기에서 결승골을 넣으면서 1-0으로 이기게 했다. 또한 UEFA 유로파리그 트라브존스포르와의 두 경기에서도 각각 한 골씩을 기록하였다.

#### FC 인테르나치오날레 밀라노
유벤투스에서도 뛰어난 모습을 보이지 않은 그는 FC 인테르나치오날레 밀라노로 임대되어 뛰게 되었다. 이 시기 오스발도는 리그 12경기 5골을 기록하면서 나쁘지 않은 모습을 보이나 팀동료인 마우로 이카르디와 감독 로베르토 만치니와 또다시 불화를 일으키면서 반 시즌 만에 새로운 임대 팀을 찾게 되었다.

#### 보카 주니어스
결국 오스발도는 보카 주니어스로 임대되면서 10년만에 본인이 태어나서 뛰었던 아르헨티나로 돌아가게 되었다.

### 은퇴
2016년 8월 31일, 은퇴하였다.

### 현역 복귀
2020년 1월 6일 반피엘드와 1년 계약을 맺으며 현역으로 복귀하였다. 그리고 그 해 7월에 클럽을 떠나며 은퇴하였다.